# Ulric III de Caríntia
Ulric III de Caríntia fou marcgravi de Carniola (1248-1269) i després duc de Caríntia (1256-1269), de la casa de Sponheim. Era fill de Bernat de Sponheim, duc de Caríntia i de Judit de Bohèmia (+ 1230)
Es va casar vers 1248 amb Agnès d'Andechs i pel dret de la seva dona fou nomenat marcgravi de Carniola per l'emperador. El 1256 va morir el seu pare i el va succeir al ducat de Caríntia que va governar fins a la seva mort. Va tenir un fill de nom Enric, que va morir en data incerta entre 1257 i 1263. El 1263 va quedar vidu de la seva esposa i es va casar en segones noces amb Agnès de Baden (1250 +1295). Va morir el 27 d'octubre de 1269. Va deixar hereu al seu cosí Ottokar II de Bohèmia (rei de Bohèmia 1253-1278) amb el que havia signat un pacte de successió.